# Plèn dinò
Plèn dinò (haitianisch für Ebene des Nordens, französisch Plaine du Nord oder häufiger Plaine-du-Nord) ist eine Gemeinde und ein Wallfahrtsort in Haiti.

## Lage
Die komin (Gemeinde) Plèn dinò befindet sich im Arrondissement Acul-du-Nord, das einen Teil des Département Nord im Nordosten Haitis bildet. Die gleichnamige Tiefebene (in Atlanten meist französisch Plaine-du-Nord) wird im Norden durch den Westatlantik, im Süden und Westen durch die Gebirgskette Massif du Nord sowie im Osten durch die Grenze zur Dominikanischen Republik begrenzt. Die nächstgelegene größere Stadt ist Cap-Haïtien an Haitis Nordküste.

## Geschichte
In der Geschichte Haitis war Plèn dinò Ausgangspunkt eines Sklavenaufstands im August 1791, der sich zur Haitianischen Revolution unter Führung des späteren Nationalhelden François-Dominique Toussaint L’Ouverture ausweitete. Die Revolution führte zur Unabhängigkeit des Westens der bisherigen Kolonie Saint-Domingue von Frankreich am 1. Januar 1804 und zur Umbenennung ihres Gebiets auf der Insel Hispaniola in Haiti.

## Wallfahrten
Plèn dinò ist sowohl in der römisch-katholischen Kirche als auch im Voodoo ein bedeutender Wallfahrtsort. Gläubige beider Religionen reisen häufig aus Sodo an, nachdem sie dort am 14. Juli an Pilgerfahrten zu Ehren Mariens beziehungsweise Ezilies und Damballahs teilgenommen haben.

### Römisch-katholische Kirche
Die römisch-katholische Kirche gedenkt jährlich am 25. Juli des Apostels Jakob des Älteren. Dies geschieht in Haiti besonders durch Wallfahrten nach Plèn dinò. Der 25. Juli gilt auch in der evangelischen Kirche als Gedenktag des Apostels. Am Folgetag wird in Plèn dinò der heiligen Anna, nach apokrypher Überlieferung Großmutter Christi, gedacht.

### Voodoo
Am 24. Juli jedes Jahres feiern Anhänger des Voodoo in Plèn dinò den Loa Ogoun, das dem Krieg und der Politik zugeordneten Geistwesen, das im Voodoo als religiöse Entsprechung Jakobs des Älteren gilt. Dabei nehmen die Gläubigen ein rituelles Moorbad und opfern Kerzen, Lebensmittel, Rum, Stiere und rote Hähne. Die Zeremonie im Moor Bassin Saint Jacques wird bisweilen mit Teufelsanbetung verwechselt. Dem Moorbad folgt ein Reinigungsritual im Meer beim nahen Küstenort Bord de Mer de Limonade, einem Teil der Stadt Limonade, das der Erneuerung des Glaubens dienen soll.